# Lijst van afleveringen van Glee
Dit is een lijst van afleveringen van de Amerikaanse televisieserie Glee. De serie telt vijf voltooide seizoenen. In het voorjaar van 2015 is seizoen 6 uitgezonden op de Amerikaanse televisie, en in Nederland op
RTL Lounge. Op RTL Lounge zijn in 2015 de eerste seizoenen van Glee herhaald, en direct aansluitend zijn de voor Nederland nieuwe seizoenen 4 t/m 6 uitgezonden.

## Overzicht
| Seizoen | Aantal afleveringen | Uitgezonden Verenigde Staten    | Uitgezonden Nederland               |  |
| ------- | ------------------- | ------------------------------- | ----------------------------------- |  |
| 1       | 22                  | 19 mei 2009 – 8 juni 2010       | 14 september 2010 – 18 januari 2011 |  |
| 2       | 22                  | 21 september 2010 – 24 mei 2011 | 25 januari 2011 – 21 juni 2011      |  |
| 3       | 22                  | 20 september 2011 – 22 mei 2012 | 6 december 2011 – 12 augustus 2012  |  |
| 4       | 22                  | 13 september 2012 – 9 mei 2013  | 8 mei 2015 – 28 mei 2015            |  |
| 5       | 20                  | 26 september 2013 – 13 mei 2014 | 29 mei 2015 – 25 juni 2015          |  |
| 6       | 13                  | 9 januari 2015 – 20 maart 2015  | 26 juni 2015 – 14 juli 2015         |  |

## Seizoen 1 (2009–2010)
| Nr. | Titel                | Regisseur           | Schrijver(s)                            | Uitzenddatum      | Uitzenddatum | Kijkcijfers |  |
| --- | -------------------- | ------------------- | --------------------------------------- | ----------------- | ------------ | ----------- |  |
| 1 (1-01) | Pilot                | Ryan Murphy         | Ryan Murphy, Brad Falchuk & Ian Brennan | 19 mei 2009       |              | 1.484.000   |  |
| Will Schuester wil de vergane glorie van Glee club laten weerkeren op zijn oude school. Hij organiseert audities, maar komt een aantal mensen tekort. Daarop besluit hij om via een list Quarterback Finn ook in de club te krijgen, waar hij nog in slaagt ook. Ondertussen probeert Wills vrouw Terri hem een andere baan aan te smeren, maar Will houdt vol en kiest voor zijn school en zijn zangkoor.                     |                      |                     |                                         |                   |              |             |  |
| 2 (1-02) | Showmance            | Ryan Murphy         | Ryan Murphy, Brad Falchuk & Ian Brennan | 9 september 2009  |              | 1.577.000   |  |
| Het koor probeert door een optreden op school meer zieltjes te winnen. Will neemt een tweede baantje om zijn vrouws luxeleventje te kunnen betalen, maar wordt steeds hechter met Emma (Jayma Mays), de studieadviseur van de school. Finns vriendinnetje Quinn wordt ook lid van het koor, maar zij is gestuurd door de gemene Sue Sylvester, die niets liever wil dan het koor te zien verdwijnen en haar stuurde als spion. |                      |                     |                                         |                   |              |             |  |
| 3 (1-03) | Acafellas            | John Scott          | Ryan Murphy                             | 16 september 2009 |              | 522.000     |  |
| Will richt, samen met wat collega's, een eigen bandje op, genaamd Acafellas. Hij laat hierdoor zijn koor een beetje links liggen, waardoor zij verplicht worden om een buitenstaander in te huren. Dat blijkt geen goed idee, want de nieuwe dans en zangcoach is een bullebak. De koorleden proberen Will te overtuigen om terug te komen. Ondertussen heeft Mercedes een oogje op Kurt.                                      |                      |                     |                                         |                   |              |             |  |
| 4 (1-04) | Preggers             | Brad Falchuk        | Brad Falchuk                            | 23 september 2009 |              | 587.000     |  |
| Kurt probeert indruk te maken op zijn vader. Sandy en Sue beginnen een eigen musicalclub op school in de hoop zo het koor uiteen te drijven. Ondertussen wordt de relatie van Quinn en Finn op de proef gesteld wanneer ze belangrijk nieuws te horen krijgen. |                      |                     |                                         |                   |              |             |  |
| 5 (1-05) | The Rhodes Not Taken | John S. Scott       | Ian Brennan                             | 30 september 2009 |              | 432.000     |  |
| Will probeert een oud klasgenoot van hem, April Rhodes (Kristin Chenoweth), te betrekken bij het koor. Zij heeft haar middelbare school nooit afgemaakt en kan zo een volwaardig groepslid worden. Dat lijkt allemaal goed te lopen, tot hij beseft dat hij nu een belangrijk koorlid definitief kan verliezen. |                      |                     |                                         |                   |              |             |  |
| 6 (1-06) | Vitamin D            | Elodie Keene        | Ryan Murphy                             | 7 oktober 2009    |              | 435.000     |  |
| Will probeert een andere aanpak: hij zet de jongens tegenover de meisjes in de hoop het groepsgevoel aan te zwengelen, maar dat draait anders uit dan hij had gehoopt. Terri heeft ondertussen een nieuwe job gevonden: ze gaat werken als verpleegster op de school. |                      |                     |                                         |                   |              |             |  |
| 7 (1-07) | Throwdown            | Ryan Murphy         | Brad Falchuk                            | 14 oktober 2009   |              | 598.000     |  |
| Sue probeert de studenten tegen elkaar op te zetten, maar door deze manier van werken, krijgt ze ruzie met Will. De ruzie escaleert en de directie moet tussenkomen. Ondertussen steunen de andere clubleden Quinn nu de hele school weet dat ze zwanger is. |                      |                     |                                         |                   |              |             |  |
| 8 (1-08) | Mash Up              | Elodie Keene        | Ian Brennan                             | 21 oktober 2009   |              | 459.000     |  |
| Will maakt, op vraag van Emma en Ken, een mix van twee liedjes voor de openingsdans van hun trouwerij. De populariteit van Quinn, Finn en Puck is aan het dalen. Puck heeft een kortstondige romance met Rachel. Ondertussen laat Sue zich van een heel andere kant zien wanneer ze verliefd wordt. |                      |                     |                                         |                   |              |             |  |
| 9 (1-09) | Wheels               | Paris Barclay       | Ryan Murphy                             | 11 november 2009  |              | 445.000     |  |
| Will wil dat de koorleden Artie wat meer steunen, en vraagt aan elk van hen om een paar uur per dag door te brengen in een rolstoel. Ondertussen eisen Kurt en Rachel allebei een solozang op. |                      |                     |                                         |                   |              |             |  |
| 10 (1-10) | Ballad               | Brad Falchuk        | Brad Falchuk                            | 18 november 2009  |              | 579.000     |  |
| Will deelt de groep op in duo's, die elk een ballade moeten brengen. Maar wanneer een van de kinderen ziek wordt, moet Will instaan voor hem en zingen met Rachel. Dat loopt helemaal verkeerd wanneer zij verliefd wordt op hem. Ondertussen wordt Finn uitgenodigd voor een etentje bij Quinns ouders. |                      |                     |                                         |                   |              |             |  |
| 11 (1-11) | Hairography          | Bill D'Elia         | Ian Brennan                             | 25 november 2009  |              | 613.000     |  |
| Volgens Will is Sue uit op niet veel goeds, en beraamt een plannetje: hij nodigt de twee andere koren uit (met een gastrol voor Eve) tegen wie ze het in de lokale finale zullen moeten opnemen. De club krijgt hierdoor een inzicht op hun concurrentie. Ondertussen krijgt Rachel een make-over van Kurt om zogezegd indruk te kunnen maken op Finn, maar Kurt heeft heel andere bedoelingen.                                |                      |                     |                                         |                   |              |             |  |
| 12 (1-12) | Mattress             | Elodie Keene        | Ryan Murphy                             | 2 december 2009   |              | 689.000     |  |
| Omdat het budget dit jaar te klein is, staat het koor niet in het jaarboek van de school, iets wat de leden niet zo heel erg vinden. Maar Rachel wel: zij wil haar naam en foto dolgraag in het boek. Ondertussen probeert Quinn ook in het jaarboek van de cheerleaders te komen en komt Will te weten dat Terri niet echt zwanger is.                                                                                        |                      |                     |                                         |                   |              |             |  |
| 13 (1-13) | Sectionals           | Brad Falchuk        | Brad Falchuk                            | 9 december 2009   |              | 500.000     |  |
| Het geheim van Quinn en Puck komt nu toch uit, en dat zet de hele deelname van de club aan de wedstrijd op het spel. Will neemt een belangrijke beslissing. |                      |                     |                                         |                   |              |             |  |
| 14 (1-14) | Hell-O               | Brad Falchuk        | Ian Brennan                             | 13 april 2010     |              | 734.000     |  |
| Sue keert terug uit haar verplichte vakantie en zet haar oorlog tegen Will en de Glee club verder. Rachel en Finn vormen ondertussen een koppel, maar hij is Quinn nog niet vergeten. Will probeert uit te gaan met Emma, maar dat blijkt niet makkelijk te zijn, zij is namelijk verliefd op de Italiaanse tandarts Carl. |                      |                     |                                         |                   |              |             |  |
| 15 (1-15) | The Power of Madonna | Ryan Murphy         | Ryan Murphy                             | 20 april 2010     |              | 498.000     |  |
| De jongens van het koor pesten de meisjes, en om hen op andere gedachten te brengen zoekt Will een oplossing in de muziek van Madonna. Tina en Artie geven hun relatie een nieuwe kans en Kurt en Mercedes sluiten zich aan bij Sues cheerleaders. |                      |                     |                                         |                   |              |             |  |
| 16 (1-16) | Home                 | Paris Barclay       | Brad Falchuk                            | 27 april 2010     |              | 767.000     |  |
| Kurt regelt een afspraakje voor zijn vader met de moeder van Finn, in de hoop dat hij ooit weer een 'normale' familie zal hebben. Sue eist dat Mercedes op dieet gaat, want ze hebben een belangrijk interview binnenkort en April Rhodes keert terug om Will uit de nood te helpen. |                      |                     |                                         |                   |              |             |  |
| 17 (1-17) | Bad Reputation       | Elodie Keene        | Ian Brennan                             | 4 mei 2010        |              | 1.800.000   |  |
| Er circuleert een lijst op school over de leden van de Glee club en Will stelt een onderzoek in. Sue wordt in verlegenheid gebracht wanneer een video van haar (waarop ze Olivia Newton-John nadoet) plots opduikt. |                      |                     |                                         |                   |              |             |  |
| 18 (1-18) | Laryngitis           | Alfonso Gomez-Rejon | Ryan Murphy                             | 11 mei 2010       |              | 1.810.000   |  |
| Rachel geraakt in paniek wanneer ze een keelontsteking heeft. Kurt probeert indruk te maken op zijn vader en Puck wil zijn populariteit opkrikken. |                      |                     |                                         |                   |              |             |  |
| 19 (1-19) | Dream On             | Joss Whedon         | Brad Falchuk                            | 18 mei 2010       |              | 1.897.00    |  |
| Will krijgt bezoek van zijn vroegere rivaal Bryan Ryan (Neil Patrick Harris) en die veroorzaakt heel wat opschudding op school. Rachel gaat op zoek naar haar biologische moeder, maar die is misschien wel dichter in de buurt dan ze vermoedt en Artie probeert met zijn handicap te leven. |                      |                     |                                         |                   |              |             |  |
| 20 (1-20) | Theatricality        | Ryan Murphy         | Ryan Murphy                             | 25 mei 2010       |              | 1.967.000   |  |
| Tina heeft een kleine identiteitscrisis, en Will wil haar helpen door de groep in twee te delen: de meisjes (en Kurt) brengen Lady Gaga's Bad Romance, de jongens brengen een nummer van Kiss. Ondertussen willen Kurts vader en Finns moeder gaan samenwonen, tot ongenoegen van de jongens. Rachel ontmoet eindelijk haar moeder.                                                                                            |                      |                     |                                         |                   |              |             |  |
| 21 (1-21) | Funk                 | Elodie Keene        | Ian Brennan                             | 1 juni 2010       |              | 1.233.000   |  |
| Will wil wraak nemen op Sue, maar die heeft het plan al snel door. Mercedes doet Quinn haar 'funky' kant leren kennen en de club krijgt een bericht dat hen heel zenuwachtig maakt. |                      |                     |                                         |                   |              |             |  |
| 22 (1-22) | Journey              | Brad Falchuk        | Brad Falchuk                            | 8 juni 2010       | ?            | 1.475.000   |  |
| Quinn bevalt van haar baby en het koor neemt het op tegen Vocal Adrenaline en Oral Intensity tijdens de regionale selecties. In de jury zitten onder andere Josh Groban, Olivia Newton-John en ... Sue Sylvester. |                      |                     |                                         |                   |              |             |  |

## Seizoen 2 (2010–2011)
| Nr. | Titel                      | Regisseur           | Schrijver(s)                | Uitzenddatum      | Uitzenddatum     | Kijkcijfers |  |
| --- | -------------------------- | ------------------- | --------------------------- | ----------------- | ---------------- | ----------- |  |
| 23 (2-01) | Audition                   | Brad Falchuk        | Ian Brennan                 | 21 september 2010 | 25 januari 2011  | 1.800.000   |  |
| De nederlaag in de regionale finale zit het hele koor nog altijd dwars, maar met goede moed beginnen ze aan het nieuwe schooljaar. Ze ontdekken dat de nationale finale dit jaar plaatsvindt in New York en ze gaan op zoek naar nieuw talent op school. Ondertussen begint een nieuwe lerares te werken op de school, en dat geeft de groep wat ademruimte, want Sue (met Will in haar kielzog) richt haar pijlen nu helemaal op haar. |                            |                     |                             |                   |                  |             |  |
| 24 (2-02) | Britney/Brittany           | Ryan Murphy         | Ryan Murphy                 | 28 september 2010 | 1 februari 2011  | 1.899.000   |  |
| Kurt stelt voor dat het koor van McKinley High een nummer brengt van Britney Spears tijdens Homecoming. Maar Will weigert: volgens hem is Britney geen goed voorbeeld voor de jeugd. En hij krijgt steun vanuit onverwachte hoek: ook Brittany ziet dit niet zitten. Ondertussen wil Finn terugkeren naar het football-team van de school, iets wat Rachel totaal niet ziet zitten. |                            |                     |                             |                   |                  |             |  |
| 25 (2-03) | Grilled Cheesus            | Alfonso Gomez-Rejon | Brad Falchuk                | 5 oktober 2010    | 8 februari 2011  | 1.870.000   |  |
| Finn ziet het gezicht van Jezus in een toastbroodje en gebruikt het tijdens het bidden. Ondertussen krijgt de vader van Kurt een hartaanval en belandt hij in een coma. Dat zet iedereen tot nadenken en bidden. |                            |                     |                             |                   |                  |             |  |
| 26 (2-04) | Duets                      | Eric Stoltz         | Ian Brennan                 | 12 oktober 2010   | 15 februari 2011 | 1.800.000   |  |
| Het koor wordt door Will opgedeeld in duo's en koppelt er een wedstrijd aan: het beste duo wint een etentje. Iedereen doet zijn best, behalve Rachel en Finn: zij willen dat Sam en Quinn winnen. Kurt voelt zich eenzaam en Rachel probeert hem wat op te fleuren. Ondertussen krijgen Brittany en Santana ruzie. |                            |                     |                             |                   |                  |             |  |
| 27 (2-05) | The Rocky Horror Glee Show | Adam Shankman       | Ryan Murphy & Tim Wollaston | 26 oktober 2010   | 22 februari 2011 | 800.000     |  |
| Wanneer Will ontdekt dat Emma een grote fan is van The Rocky Horror Picture Show, wil hij het koor de productie laten opvoeren op school. Maar hij krijgt heel wat tegenstand, zo ook van Sue. |                            |                     |                             |                   |                  |             |  |
| 28 (2-06) | Never Been Kissed          | Bradley Buecker     | Brad Falchuk                | 9 november 2010   | 1 maart 2011     | 890.000     |  |
| Will deelt de groep weer op. Kurt wordt, wegens zijn homoseksualiteit, nog altijd lastiggevallen door Dave Karofskey. Als hij gaat spioneren voor de New Directions bij de Warblers, leert hij Blaine kennen. Die overtuigt Kurt om op te staan tegen zijn belager en zich niet meer laten doen. Sam en Finn proberen een manier te vinden hun instincten te beheersen. Coach Beiste wil ontslag nemen en Puck en Artie bouwen een "vriendschap" op. |                            |                     |                             |                   |                  |             |  |
| 29 (2-07) | The Substitute             | Ryan Murphy         | Ian Brennan                 | 16 november 2010  | 8 maart 2011     | 450.000     |  |
| Wanneer Will ziek wordt, wordt hij vervangen door Holly Holiday (Gwyneth Paltrow). Dat bevalt Rachel niet, zeker als blijkt dat zij ook de leiding over de New Directions op zich neemt. Ondertussen wordt de directeur ziek en wordt hij vervangen door Sue. Die ziet haar kans schoon om Will te ontslaan en enkele veranderingen door te drijven op school. |                            |                     |                             |                   |                  |             |  |
| 30 (2-08) | Furt                       | Carol Banker        | Ryan Murphy                 | 23 november 2010  | 15 maart 2011    | 456.000     |  |
| De relatie van Rachel en Finn neemt een nieuwe wending. Ondertussen bereidt Kurt zich voor op de trouw van zijn vader met de moeder van Finn. Sue is jaloers omdat haar ex gaat trouwen en besluit ook te trouwen... met zichzelf. Maar daardoor krijgt ze nu wel bezoek van haar moeder Doris (Carol Burnett), een notoire nazi-jager. |                            |                     |                             |                   |                  |             |  |
| 31 (2-09) | Special Education          | Paris Barclay       | Brad Falchuk                | 30 november 2010  | 22 maart 2011    | 356.000     |  |
| New Directions, the Warblers & the Hipsters nemen deel aan de sectionale kampioenschappen. Emma en Carl gaan voor een weekendje naar Las Vegas en komen terug als getrouwd koppel - tot grote ontzetting van Will. Om Brittany wat meer zelfvertrouwen te geven, geeft Artie haar een 'magische kam'. Kurt maakt ondertussen kennis met de leden van het Warblers koor en krijgen Rachel & Finn slaande ruzie. |                            |                     |                             |                   |                  |             |  |
| 32 (2-10) | A Very Glee Christmas      | Alfonso Gomez-Rejon | Ian Brennan                 | 7 december 2010   | 29 maart 2011    | 549.000     |  |
| Sue speelt vals wanneer de leerkrachten een naam uit een hoed trekken om een kerstcadeautje voor te kopen. Het koor wil geld inzamelen voor het goede doel, maar krijgt al snel het deksel op de neus en Artie ontdekt dat Brittany nog altijd gelooft in de Kerstman. |                            |                     |                             |                   |                  |             |  |
| 33 (2-11) | The Sue Sylvester Shuffle  | Brad Falchuk        | Ian Brennan                 | 6 februari 2011   | 5 april 2011     | 609.000     |  |
| Omdat ze haar kanon niet mag gebruiken van de directie tijdens het optreden van de Cheerios, besluit Sue Will en Coach Beiste te dwarsbomen en haar cheerleaderwedstrijd te verplaatsen naar de dag van de lokale Super Bowl. Maar dat plan loopt verkeerd wanneer Quinn, Santana en Brittany (onder impuls van Finn) kiezen voor de Glee club. Om de Glee club en de sterren van het footballteam wat dichter bij elkaar te brengen, besluiten Will & Coach Beiste ook om de twee groepen samen een nummer te laten brengen tijdens de rust van de wedstrijd, iets wat niet bij iedereen in goede aarde valt.                                                     |                            |                     |                             |                   |                  |             |  |
| 34 (2-12) | Silly Love Songs           | Tate Donovan        | Ryan Murphy                 | 8 februari 2011   | 12 april 2011    | 800.000     |  |
| Voor Valentijn geeft Will de opdracht om een liefdeslied te zoeken en te brengen voor de groep. Puck begint te vallen voor de charmes van Lauren, het buitenbeentje van de groep, maar zij wijst hem af - wat hem alleen maar meer aantrekt tot Lauren. Finn wil geld inzamelen voor de groep. Ondertussen krijgt hij ook weer gevoelens voor Quinn. Rachel is eindelijk over Finn heen en Kurt is teleurgesteld wanneer Blaine gevoelens blijkt te hebben voor iemand anders. |                            |                     |                             |                   |                  |             |  |
| 35 (2-13) | Comeback                   | Bradley Buecker     | Ryan Murphy                 | 15 februari 2011  | 19 april 2011    | 678.000     |  |
| Omdat Sue zich niet goed voelt (nu ze haar wedstrijd verloren heeft), neemt Will haar op in het koor. Ze probeert dan Rachel en Mercedes tegen elkaar op te zetten, maar dat plannetje mislukt. Om haar weer op de rails te krijgen, neemt Will haar dan mee naar de kinderkankerafdeling van een ziekenhuis. Quinn weet niet voor wie ze moet kiezen: Finn of Sam. Sam begint ondertussen een eenmansbandje genaamd The Justin Bieber Experience. Wanneer de andere jongens zien dat zijn performance een effect heeft op de meisjes, willen ze ook deel uitmaken van de band - behalve Finn. Ondertussen wil Rachel haar populariteit aanzwengelen via Brittany. |                            |                     |                             |                   |                  |             |  |
| 36 (2-14) | Blame It on the Alcohol    | Eric Stoltz         | Ian Brennan                 | 22 februari 2011  | 26 april 2011    | 1.200.000   |  |
| Om de jeugd meer attent te maken op de gevaren van alcohol, vraagt schooldirecteur Figgins aan Will om het koor een nummer te laten brengen op een schoolmeeting om zo de jeugd te wijzen op de gevaren ervan. Rachel organiseert een feestje bij haar thuis, dat behoorlijk uit de hand loopt. Coach Beiste neemt Will mee voor een avondje stappen. Ondertussen twijfelt Blaine aan zijn seksualiteit, nadat hij kust met Rachel. |                            |                     |                             |                   |                  |             |  |
| 37 (2-15) | Sexy                       | Ryan Murphy         | Brad Falchuk                | 8 maart 2011      | 3 mei 2011       | 1.300.000   |  |
| De leraar Seksuele voorlichting wordt ziek en wordt vervangen door Holly Holliday (Gwyneth Paltrow). Samen met Will probeert ze de leden van het koor wat levenslessen bij te brengen, terwijl ze zelf ook van enkele verboden vruchten proeven. Emma wordt de voorzitter van de Celibacy club, maar moet ondertussen enkele problemen met haar man Carl oplossen en gaat hiervoor te rade bij Holly. |                            |                     |                             |                   |                  |             |  |
| 38 (2-16) | Original Song              | Bradley Buecker     | Ryan Murphy                 | 15 maart 2011     | 10 mei 2011      | 1.256.000   |  |
| Met Sue Sylvester als coach van Oral Intensity, de dynamische setlist van Blaine en de Warblers en de strenge jury bestaande uit Tammy Jean Albertson en Sister Mary Constance, besluiten de koorleden om hun eigen nummers te schrijven en uit te voeren om zo hun winstkansen te verhogen. Ondertussen is Quinn gedreven om Finn terug te winnen en zo weer over McKinley te heersen. |                            |                     |                             |                   |                  |             |  |
| 39 (2-17) | Night of Neglect           | Carol Banker        | Ian Brennan                 | 19 april 2011     | 17 mei 2011      | 1.600.000   |  |
| De New Directions organiseren een benefietconcert om een andere schoolclub te steunen. Sue werkt de New Directions tegen met behulp van de ex-vrouw van Will, coach van Vocal Adreline en Sandy Ryson. Mercedes laat meer divagedrag zien en vraagt zich af waarom Rachel altijd de ster is. Kurt mist de New Directions. |                            |                     |                             |                   |                  |             |  |
| 40 (2-18) | Born This Way              | Alfonso Gomez-Rejon | Brad Falchuk                | 26 april 2011     | 24 mei 2011      | 1.967.000   |  |
| Tijdens een repetitie van de New Directions breekt Finn de neus van Rachel. Hierdoor wordt zij onzeker over haar neus, en niet alleen Rachel wordt onzeker. De leden van het koor ontdekken dingen die ze niet leuk vinden aan zichzelf. Santana komt achter Dave Karofsky's geheim. Kurt komt voor een moeilijke keuze, blijven bij de Warblers of toch terug naar zijn vrienden van de New Directions. |                            |                     |                             |                   |                  |             |  |
| 41 (2-19) | Rumors                     | Tim Hunter          | Ryan Murphy                 | 3 mei 2011        | 31 mei 2011      | 1.800.000   |  |
| De leden van de New Directions zijn toch wel erg benieuwd naar hun lid Sam. Wat weten ze van hem? En wat doet hij eerst met Kurt en daarna met Quinn in een motel? Rachel en Finn gaan op onderzoek uit. Ondertussen maakt Sue het de leden van de New Directions het ook nog eens moeilijk met haar schoolkrant en de vele roddels die er in staan. En jaagt Will zijn droom met April (Kristin Chenoweth) na om naar Broadway te gaan? |                            |                     |                             |                   |                  |             |  |
| 42 (2-20) | Prom Queen                 | Eric Stoltz         | Ian Brennan                 | 10 mei 2011       | 7 juni 2011      | 1.680.000   |  |
| Het schoolbal komt er aan, alleen kan de band niet komen en worden de New Directions gevraagd om te gaan zingen. Ondertussen probeert Artie het goed te maken met Brittany. En wat doet Jessie St. James toch op McKinley High? En wie zullen er toch promkoning en -koningin worden? Finn en Quinn of toch Santana en Karofsky of wint er toch iemand anders. En Kurt komt voor een rare verrassing te staan. |                            |                     |                             |                   |                  |             |  |
| 43 (2-21) | Funeral                    | Bradley Buecker     | Ryan Murphy                 | 17 mei 2011       | 14 juni 2011     | 1.890.000   |  |
| De New Directions zijn bezig om hun liedjes te kiezen voor het nationale zangcontest. Hierbij krijgen ze hulp van Jessie St. James. Ondertussen zorgt een onverwacht overlijden dat de wereld op zijn kop staat voor Sue. |                            |                     |                             |                   |                  |             |  |
| 44 (2-22) | New York                   | Brad Falchuk        | Brad Falchuk                | 24 mei 2011       | 21 juni 2011     | 2.100.000   |  |
| De New Directions zijn in New York om mee te doen aan de nationale competitie. Daar aangekomen geeft Will ze de opdracht om liedjes te schrijven. Ondertussen gaat hij zelf weg om papierwerk in te vullen maar gaat hij dat echt doen? En zijn Finn en Rachel weer bij elkaar of blijven ze "gewoon" vrienden? Ondanks dit alles moeten ze natuurlijk wel nog winnen bij de nationals. |                            |                     |                             |                   |                  |             |  |

## Seizoen 3 (2011–2012)
Seizoen 3 van Glee is dinsdag 20 september begonnen in Amerika. De serie begon met de New Directions glee club op het William McKinley middelbare school in Lima, Ohio. Het seizoen zal de club volgen door lokale en regionale showkoorcompetities terwijl de leden problemen hebben met toekomstplannen, relaties, seksualiteit en sociale problemen. De hoofdrolspelers die je in de vorige seizoenen hebt gezien zijn natuurlijk: Will Schuester (Matthew Morrison), Sue Sylvester (Jane Lynch), Emma Pillsbury (Jayma Mays), Artie Abrams (Kevin McHale), Blaine Anderson (Darren Criss), Brittany Pierce (Heather Morris), Finn Hudson (Cory Monteith), Kurt Hummel (Chris Colfer), Mercedes Jones (Amber Riley), Mike Chang (Harry Shum, Jr.), Noah "Puck" Puckerman (Mark Salling), Quinn Fabray (Dianna Agron), Rachel Berry (Lea Michele), Santana Lopez (Naya Rivera) and Tina Cohen-Chang (Jenna Ushkowitz). In Nederland was het eerste deel van seizoen 3 vanaf dinsdag 6 december te zien op RTL 5. De serie kwam na een stop van iets meer dan 3 maanden vanaf zondag 17 juni 2012 weer terug op RTL 5 met de aflevering On My Way.
| Nr. | Titel                         | Regisseur           | Schrijver(s)           | Uitzenddatum      | Uitzenddatum     | Kijkcijfers |  |
| --- | ----------------------------- | ------------------- | ---------------------- | ----------------- | ---------------- | ----------- |  |
| 45 (3-01) | The Purple Piano Project      | Eric Stoltz         | Brad Falchuk           | 20 september 2011 | 6 december 2011  | 393.000     |  |
| De Glee club heeft nog maar tien leden en moet nieuwe leden werven, dus Will Schuester start een project om nieuwe zangers te krijgen. Cheerleader-coach Sue Sylvester doet mee aan de verkiezingen voor het congres en heeft als campagnepunt het snijden in de kunsten op scholen. Ze stuurt de nieuwe cheerleader co-captains Santana en Becky eropuit om de piano's die gebruikt worden tijdens het project van de Glee club te saboteren. Blaine gaat nu naar McKinley High om bij Kurt te zijn en komt bij de New Directions. De afstudeerplannen van Rachel en Kurt om naar New York te gaan, ondergaan een tegenslag. |                               |                     |                        |                   |                  |             |  |
| 46 (3-02) | I Am Unicorn                  | Brad Falchuk        | Ryan Murphy            | 27 september 2011 | 13 december 2011 | 301.000     |  |
| Will zet een bootcamp op voor sommige leden om hun dansvaardigheden te verbeteren. Ook de audities voor de schoolmusicals beginnen, the West Side Story. Shelby Corcoran is gehuurd om een rivaliserende Glee club op McKinley High te leiden om in contact te komen met de biologische ouders van haar geadopteerde dochter, Quinn en Puck. Kurt begint een campagne om laatstejaars president te worden. |                               |                     |                        |                   |                  |             |  |
| 47 (3-03) | Asian F                       | Alfonso Gomez-Rejon | Ian Brennan            | 4 oktober 2011    | 20 december 2011 | 303.000     |  |
| Nadat Mike Chang een A krijgt voor een scheikundetest wil zijn vader dat hij stopt met Glee club. Maar in plaats daarvan doet hij auditie voor de schoolmusical. Mercedes doet ook auditie, maar wil niet de rol van Maria delen met Rachel wanneer ze samen worden gecast voor de rol en gaat bij Shelby's Glee club. Brittany's campagne voor laatstejaars president gaat naar een hoger niveau terwijl Rachel ook meedoet. Emma Pillsbury's ouders komen op visite. De castlijst van de musical is bekend. |                               |                     |                        |                   |                  |             |  |
| 48 (3-04) | Pot O' Gold                   | Adam Shankman       | Ali Adler              | 1 november 2011   | 27 december 2011 | 316.000     |  |
| Er is een nieuwe student op school: Rory. Hij is een uitwisselingsstudent uit Ierland en logeert bij Brittany. |                               |                     |                        |                   |                  |             |  |
| 49 (3-05) | The First Time                | Bradley Buecker     | Roberto Aguirre-Sacasa | 8 november 2011   | 3 januari 2012   | 271.000     |  |
| Het is eindelijk zover: West Side Story zal voor het eerst worden uitgevoerd op het McKingley High. Artie zegt tegen Blaine en Rachel dat ze hun rollen niet geloofwaardig kunnen spelen omdat ze zelf nog nooit intiem zijn geweest. Rachel en Blaine gaan nu erg twijfelen. Ondertussen zijn de Warblers weer terug en zien we ook een nieuw lid bij de Warberls: Sebastian. Blaine, Kurt en Sebastian gaan naar een homobar. Kurt komt daar een oude bekende tegen. |                               |                     |                        |                   |                  |             |  |
| 50 (3-06) | Mash Off                      | Eric Stoltz         | Michael Hitchcock      | 15 november 2011  | 10 januari 2012  | 249.000     |  |
| Sue Sylvester begint hoopvol een lastercampagne om de kandidatuur van haar grootste rivaal te ruïneren. Puck wordt verliefd op Shelby. Will en Shelby moedigen aan tot een vriendschappelijke wedstrijd tussen hun clubs. Finn roept door de school dat Santana uit de kast moet komen en dit wordt door een rivaal van Sue tegen Sue gebruikt in zijn campagne. |                               |                     |                        |                   |                  |             |  |
| 51 (3-07) | I Kissed a Girl               | Tate Donovan        | Matthew Hodgson        | 29 november 2011  | 17 januari 2012  | 334.000     |  |
| Nu Santana ongewild uit de kast gekomen is als lesbienne, heeft ze een moeilijke tijd op school. Haar vrienden van de New Directions steunen haar waar ze kunnen, en brengen een ode aan alle nummers die over meisjes gaan. Ook Sues campagne loopt in het honderd, waardoor ze zich genoodzaakt voelt om een man te nemen. |                               |                     |                        |                   |                  |             |  |
| 52 (3-08) | Hold on To Sixteen            | Bradley Buecker     | Ross Maxwell           | 6 december 2011   | 24 januari 2012  | 333.000     |  |
| De Sectionals komen eraan, en de leden van New Directions moeten een geschikt nummer vinden, waarmee ze de concurrerende zangclub The Trouble Tones kunnen verslaan. Rachel is geschorst en mag hierdoor niet meezingen op deze belangrijke wedstrijd. Ondertussen doet Tina een poging om de ouders van Mike te overtuigen van zijn talent als danser en zanger. |                               |                     |                        |                   |                  |             |  |
| 53 (3-09) | Extraordinary Merry Christmas | Matthew Morrison    | Marti Noxon            | 13 december 2011  | 31 januari 2012  | 326.000     |  |
| Het is Kerstmis op school. Er komt een tv-ploeg op bezoek en Artie grijpt zijn kans om door te breken als regisseur wanneer hij een televisieprogramma maakt waarin alle leden van New Directions aan bod komen. Sue Sylvester vraagt Will en de zangclub om op te treden op het kerstfeest van de daklozen. |                               |                     |                        |                   |                  |             |  |
| 54 (3-10) | Yes/No                        | Eric Stoltz         | Brad Falchuk           | 17 januari 2012   | 7 februari 2012  | 379.000     |  |
| New Directions start het nieuwe jaar, 2012, wat ook het laatste semester is voor de McKinley High seniors. Wanneer Beiste aan Emma verteld dat ze getrouwd is, is Emma jaloers. Zij wil ook trouwen. Will vraagt ondertussen, zonder dat Emma het weet, aan haar ouders om haar hand. Wanneer zij weigeren, staat het koppel voor de keuze: Trouwen of niet? Will vraagt de Glee club hem te helpen Emma op een spectaculaire manier een aanzoek te doen. Sam gaat bij het McKinleys synchroonzwemteam om Mercedes terug te winnen en Becky besluit dat ze Artie wil en Finn kondigt zijn plannen aan voor het leven na de highschool. |                               |                     |                        |                   |                  |             |  |
| 55 (3-11) | Michael                       | Alfonso Gomez-Rejon | Ryan Murphy            | 31 januari 2012   | 14 februari 2012 | 275.000     |  |
| Will kondigt een "Michael Week" aan nadat de voormalige Troubletones aangeven dat ze teleurgesteld zijn dat ze hun Jackson-familie-medley niet konden opvoeren tijdens Sectionals, en de rivaliteit tussen de New Directions en de Dalton Academy Warblers wordt erger onderweg naar Regionals doordat beide groepen Michael Jacksons muziek opvoeren. Quinn is de eerste senior die nieuws krijgt over haar toekomstplannen, en Kurt en Rachel krijgen nieuws over hun NYADA-aanmeldingen, terwijl dingen intenser worden voor Mercedes en Sam. |                               |                     |                        |                   |                  |             |  |
| 56 (3-12) | The Spanish Teacher           | Paris Barclay       | Ian Brennan            | 7 februari 2012   | 21 februari 2012 | 279.000     |  |
| Will en Sue strijden om een vaste aanstelling op McKinley High, maar over beide leraren zijn er klachten ontvangen. Will gaat naar nachtschool voor een opfriscursus Spaans, maar zijn leraar daar, David Martinez (Ricky Martin), wordt een potentiële rivaal voor zijn positie op McKinley wanneer Will een Spaanse week aankondigt voor New Directions en David uitnodigt op te treden. Rachel vertelt Kurt en Mercedes dat Finn haar een aanzoek heeft gedaan, en Mercedes heeft problemen met haar eigen liefdesleven. Sue zegt dat ze een moeder wil worden en dat ze een spermadonor nodig heeft. |                               |                     |                        |                   |                  |             |  |
| 57 (3-13) | Heart                         | Brad Falchuk        | Ali Adler              | 14 februari 2012  | 28 februari 2012 | 290.000     |  |
| Liefde is in de lucht en Will laat de leden van New Direction de beste liefdesnummers die ze kunnen vinden tijdens Glees tweede Valentijnsdag aflevering. Sugar (Vanessa Lengies) organiseert een Valentijnsfeest voor koppels voor de McKinley studenten, waar Santana en Brittany als een koppel naartoe gaan; Artie en Rory (Damian McGinty) strijden om Sugars date te worden. Rachels vaders, Hiram en Leroy Berry (Jeff Goldblum en Brian Stokes Mitchell), geven een diner ter gelegenheid van de verloving van Rachel en Finn. Een nieuwe student komt naar McKinley en dus wordt Joe Hart (Samuel Larsen) geïntroduceerd. |                               |                     |                        |                   |                  |             |  |
| 58 (3-14) | On My Way                     | Bradley Buecker     | Roberto Aguirre-Sacasa | 21 februari 2012  | 17 juni 2012     | 183.000     |  |
| Regionals-winnaars New Directions nemen het op tegen de Dalton Academy Warblers, die ze vorig jaar versloegen, met de winnaar die door gaat naar Nationals. Rachel en Finn staan op het punt te gaan trouwen maar Quinn ontbreekt. Ook is er iets heel ergs gebeurd met een oud-leerling van het McKinley High, en iedereen is geschokt, vooral Kurt. |                               |                     |                        |                   |                  |             |  |
| 59 (3-15) | Big Brother                   | Eric Stoltz         | Michael Hitchcock      | 10 april 2012     | 24 juni 2012     | 230.000     |  |
| Blaines broer (Matt Bomer) komt langs op het McKinley High, en geeft de acteur van New Directions les. De Glee club gaat op een uitje naar Six Flags, alleen Quinn en Artie gaan wat anders doen. Puck probeert Finn over te halen zijn partner te worden in Pucks zwembadschoonmaakbedrijfje. |                               |                     |                        |                   |                  |             |  |
| 60 (3-16) | Saterday Night Glee-ver       | Bradley Buecker     | Matthew Hodgson        | 17 april 2012     | 1 juli 2012      | 139.000     |  |
| Will is bezorgd omdat een aantal van de leden van New Direction nog geen richting voor de toekomst heeft gekozen en probeert hen te motiveren met de film Saturday Night Fever uit de jaren 70. Jesse St. James (Jonathan Groff) keert terug als de nieuwe coach van Vocal Adrenaline. Een nieuw personage Wade Adams (Alex Newell) vraagt advies aan Kurt en Mercedes. |                               |                     |                        |                   |                  |             |  |
| 61 (3-17) | Dance with Somebody           | Paris Barclay       | Ross Maxwell           | 24 april 2012     | 8 juli 2012      | 163.000     |  |
| Deze aflevering is een eerbetoon aan Whitney Houston. Door middel van Houstons muziek zeggen de koorleden elkaar tot ziens omdat een aantal leden aan het eind van seizoen 3 zullen afstuderen. Emma en Will worden het maar niet eens over hun bruiloft. |                               |                     |                        |                   |                  |             |  |
| 62 (3-18) | Choke                         | Michael Uppendahl   | Marti Noxon            | 1 mei 2012        | 15 juli 2012     | 182.000     |  |
| Kurt en Rachel doen auditie voor de New York Academy of Dramatic Arts (NYADA). Rachel vergeet haar tekst en haar auditie wordt stopgezet. Coach Beiste onthult haar geheim dat ze geslagen wordt door haar echtgenoot en trekt in bij haar zuster. Pucks vader keert terug en Puck leent hem geld. De jongens van de New Directions helpen Puck met zijn aardrijkskundetoets. |                               |                     |                        |                   |                  |             |  |
| 63 (3-19) | Prom-asaurus                  | Eric Stoltz         | Ryan Murphy            | 8 mei 2012        | 22 juli 2012     | 137.000     |  |
| Omdat Brittany als bovenbouwpresident nog niet veel heeft gedaan organiseert ze een bal met als thema Dinosaurus. De genomineerde voor promking en -queen worden bekendgemaakt: Finn, Brittany, Quinn en Santanna. Becky Jackson is teleurgesteld dat ze niet is uitgekozen. Rachel is boos nadat ze posters in de school ziet van Finn en Quinn. Quinn maakt ondertussen voortgang met haar therapie, waar Joe haar mee helpt. Ze kan weer kleine stukjes lopen. Finn komt hierachter en is boos dat ze dit verbergt en denkt dat ze dat alleen doet om sympathie te winnen voor de promqueencompetitie. Rachel, Puck, Blaine, Kurt en Becky organiseren een eigen bal in een hotelkamer, maar dit wordt een flop. Rachel gaat uiteindelijk toch naar het echte bal en samen met Finn worden ze promking en -queen. Quinn staat weer op tijdens haar optreden op het bal. |                               |                     |                        |                   |                  |             |  |
| 64 (3-20) | Props                         | Ian Brennan         | Ian Brennan            | 15 mei 2012       | 29 juli 2012     | 139.000     |  |
| Tina valt in een woedende bui in een fontein en krijgt een hersenschudding. Hierdoor beleeft ze dat alle leden van New Direction van personage zijn gewisseld. Tina ziet zichzelf nu als Rachel. Sue kondigt aan dat de New Directions ook een travestiet nodig hebben, aangezien de concurrent Vocal Adrenaline dat ook heeft en wijst Kurt aan als uitverkorenen. Puck neemt de taak op zich en verkleedt zich als een vrouw. Will wijst dit idee echter af en help de club focussen op belangrijkere dingen. Santana, Brittany en Mercedes zijn ongerust omdat Coach Beiste nog steeds haar gewelddadige echtgenoot niet heeft verlaten. Ze vertelt de dames dat ze zich niet met volwassen zaken moeten bemoeien. Puck heeft ruzie met de pestkop van de school wat uitdraait op een gevecht. Coach Beiste komt tussenbeide en heeft een gesprek met Puck, waarin hij emotioneel wordt. Thuis vertelt Beiste dat ze haar man verlaat.                                          |                               |                     |                        |                   |                  |             |  |
| 65 (3-21) | Nationals                     | Eric Stoltz         | Ali Adler              | 15 mei 2012       | 5 augustus 2012  | 170.000     |  |
| De New Directions strijden om het 2012 Nationals kampioenschap in Chicago (Illinois) tegen onder andere Vocal Adrenaline. Voor het optreden is Mercedes ziek; Quinn en Tina zullen dus de Troubletones versterken. Bij de laatste repetities breken verschillende ruzies uit die weer snel opgelost zijn omdat ze allen willen winnen. Rachel ontmoet haar ex Jesse St. James bij de wedstrijden die haar zelfvertrouwen wil beschadigen door te beginnen over haar mislukte auditie. De jury wordt geïntroduceerd: Lindsay Lohan, Perez Hilton en Rex Lee. De New Directions beginnen als eerste en vertonen drie liedjes. Tijdens het optreden arriveert Carmen Tibideaux om Rachel nog een laatste kans te geven om toegelaten te worden tot NYADA. Na de optredens van de concurrenten wordt onthuld dat de New Directions op de eerste plaats zijn geëindigd. Op het McKinley worden ze als helden ontvangen.                                                                 |                               |                     |                        |                   |                  |             |  |
| 66 (3-22) | Goodbye                       | Brad Falchuk        | Brad Falchuk           | 22 mei 2012       | 12 augustus 2012 | 109.000     |  |
| Will geeft de leerlingen een laatste opdracht: elkaar vaarwel zeggen door middel van een lied. De laatstejaars van het McKinley High studeren af en we zullen hun toekomstplannen ontdekken. Mercedes heeft een contract als achtergrondzangeres aangeboden gekregen, Mike gaat naar een dansacademie in Chicago en Brittany vertelt dat ze niet zal slagen dit jaar. Quinn helpt Puck met zijn toets en ze zoenen. Na de examenceremonie openen Kurt, Finn en Rachel de brief of ze toegelaten zijn voor hun volgende opleiding. Van de drie is alleen Rachel toegelaten, ze beslist dus om een jaar te wachten met de opleiding en Finn en Kurt te helpen. Finn en Rachel vertrekken met de auto om naar hun bruiloft te gaan maar in plaats daarvan rijdt Finn naar het station om Rachel op de trein naar New York te zetten. Ook onthult Finn dat hij volgend jaar het leger in wil gaan. Op het perron staan alle leden van de New Directions om elkaar tot ziens te zeggen. |                               |                     |                        |                   |                  |             |  |

## Seizoen 4 (2012–2013)
Het vierde seizoen volgt half het verhaal van de Glee club op het McKinley High in Ohio, zoals in de voorgaande seizoenen, en zal zich half afspelen in New York waar Kurt, Rachel en Santana naartoe zijn verhuisd nadat ze afgestudeerd waren in seizoen 3.
Dit seizoen worden er verschillende nieuwe personages geïntroduceerd, zoals Jake Puckerman, Marley Rose, Kitty Wilde, Hunter Clarington en Ryder Lynn.
| Nr. | Titel                          | Regisseur           | Schrijver(s)                   | Uitzenddatum      | Uitzenddatum |  |
| --- | ------------------------------ | ------------------- | ------------------------------ | ----------------- | ------------ |  |
| 67 (4-01) | The New Rachel                 | Brad Falchuk        | Ryan Murphy                    | 13 september 2012 | 8 mei 2015   |  |
| Rachel begint op NYADA, waar ze Brody Weston (Dean Geyer) ontmoet. Ze begint haar lessen bij een dansdocent, Cassandra July (Kate Hudson). Op het McKinley High begint leraar en Glee-clubleider Will Schuester met het opnieuw opbouwen van de New Directions. Kurt helpt hem met het vinden van nieuwe leden, hij werft onder andere Pucks halfbroer Jake (Jacob Artist). |                                |                     |                                |                   |              |  |
| 68 (4-02) | Britney 2.0                    | Alfonso Gomez-Rejon | Brad Falchuk                   | 20 september 2012 | 11 mei 2015  |  |
| Brittany is depressief en wendt zich tot haar naamgenoot Britney Spears voor inspiratie. Rachel blijft worstelen met het aanpassen aan het leven op NYADA en in New York, maar krijgt hulp van haar nieuwe vriend en klasgenoot Brody. |                                |                     |                                |                   |              |  |
| 69 (4-03) | Makeover                       | Eric Stoltz         | Ian Brennan                    | 27 september 2012 | 12 mei 2015  |  |
| Kurt krijgt een stage in New York bij Vogue.com, waar hij werkt voor Isabelle Klempt (Sarah Jessica Parker). Op het McKinley High concurreert Blaine tegen Brittany voor het schoolpresidentschap. |                                |                     |                                |                   |              |  |
| 70 (4-04) | The Break-Up                   | Alfonso Gomez-Rejon | Ryan Murphy                    | 4 oktober 2012    | 13 mei 2015  |  |
| De relaties van vier koppels worden getest: Will en Emma, Rachel en Finn, Kurt en Blaine, en Santana en Brittany. Ten minste een koppel overleeft het niet. |                                |                     |                                |                   |              |  |
| 71 (4-05) | The Role You Were Born to Play | Brad Falchuk        | Michael Hitchcock              | 8 november 2012   | 14 mei 2015  |  |
| De voorbereidingen van de McKinley High-productie van Grease zijn begonnen, en Artie werft afgestudeerden Mercedes en Mike om hem te helpen met de audities voor de musical. Ook vraagt hij Finn die maar niet kan besluiten wat hij in de toekomst wil gaan doen. Concurrenten voor de hoofdrol van Danny zijn Jake en voetballer Ryder Lynn (Blake Jenner), terwijl Marley en cheerleader Kitty (Becca Tobin) met elkaar strijden voor de rol van Sandy. Will zal deze aflevering een belangrijke beslissing maken. |                                |                     |                                |                   |              |  |
| 72 (4-06) | Glease                         | Michael Uppendahl   | Roberto Aguirre-Sacasa         | 15 november 2012  | 15 mei 2015  |  |
| De McKinley High-productie van Grease wordt opgevoerd en Santana keert terug om hierbij te helpen. Rachel heeft problemen met Cassandra, haar dans-instructeur. Kurt en Rachel bezoek Lima waar Finn de waarnemend leider van New Directions is voor een paar maanden, terwijl Will in Washington verblijft. |                                |                     |                                |                   |              |  |
| 73 (4-07) | Dynamic Duets                  | Ian Brennan         | Ian Brennan                    | 22 november 2012  | 18 mei 2015  |  |
| De trofee van de New Directions nationals is gestolen door Hunter Clarington, de nieuwe aanvoerder van de Warblers, Blaine gaat naar de Dalton Academy om hem terug te halen. Hunter en Sebastian proberen hem over te halen om terug naar de Dalton te komen. Voorlopig Glee-clubleider Finn heeft moeite om de New Directions te overtuigen van zijn leiderschap en laat zich inspireren door de McKinley Highs superheldenclub. Er is een romantische spanning tussen Marley, Jake en Ryder. Kitty probeert Marley te overtuigen dat ze gewicht aan het verliezen is. Ryder blijkt dyslectisch te zijn.                                |                                |                     |                                |                   |              |  |
| 74 (4-08) | Thanksgiving                   | Bradley Buecker     | Russel Friend & Garrett Lerner | 29 november 2012  | 19 mei 2015  |  |
| Afgestudeerden Quinn, Santana, Mercedes, Mike en Puck keren terug naar Lima om Thanksgiving te vieren. Finn vraagt hen allen een van de nieuwe leden van New Direction onder zijn of haar hoede te nemen om hen voor te bereiden op sectionals. Jake helpt Ryder verkozen te worden tot een van de leidende dansers naast Sam. In New York confronteert Rachel Brody met het feit dat hij naar bed is geweest met dansdocente Cassandra en nodigt hem uit om Thanksgiving bij haar en Kurt te komen vieren. Kurt belt met Blaine. New Directions treden op voor sectionals, en Marley stort in vlak voor het einde van het eerste nummer. |                                |                     |                                |                   |              |  |
| 75 (4-09) | Swan Song                      | Brad Falchuk        | Stacy Traub                    | 6 december 2012   | 20 mei 2015  |  |
| Finn denkt na over zijn toekomst met de Glee club. Terug in New York wordt Rachel uitgenodigd op te treden voor het Winter Showcase en Kurt krijgt een tweede kans om auditie te doen voor NYADA. |                                |                     |                                |                   |              |  |
| 76 (4-10) | Glee, Actually                 | Adam Shankman       | Matthew Hodgson                | 13 december 2012  | 21 mei 2015  |  |
| Een eerbetoon aan de film Love Actually met verschillende verhaallijnen die allemaal met de feestdagen te maken hebben. Sam en Brittany leven alsof het het einde van de wereld nadert, zoals de Maya's denken. De Puckermans, waaronder de halfbroers Puck en Jake en hun moeders, komen samen voor Chanoeka. Artie heeft een openbaring door middel van een droom. Kurt heeft een onvergetelijke kerst. |                                |                     |                                |                   |              |  |
| 77 (4-11) | Sadie Hawkins                  | Bradley Buecker     | Ross Maxwell                   | 24 januari 2013   | 22 mei 2015  |  |
| Er is een 'Sadie Hawkins dance' op het WMHS, en dat betekent dat de meisjes de jongens moeten vragen. Ook veel ouden komen terug, o.a Puck, Lauren en Sugar. Ook komen de Warblers een kijkje nemen en dat heeft gevolgen voor Blaine. |                                |                     |                                |                   |              |  |
| 78 (4-12) | Naked                          | Ian Brennan         | Ryan Murphy                    | 31 januari 2013   | 25 mei 2015  |  |
| Quinn en Santana bezoek Rachel in New York, de Glee club stelt een sexy kalender samen om geld in te zamelen en Finn heeft een belangrijk gesprek met Sue. |                                |                     |                                |                   |              |  |
| 79 (4-13) | Diva                           | Paris Barclay       | Brad Falchuk                   | 7 februari 2013   | 26 mei 2015  |  |
| Terwijl Finn een "Diva-week" aankondigt, wordt voor Kurt het diva-gedrag van Rachel te veel. |                                |                     |                                |                   |              |  |
| 80 (4-14) | I Do                           | Brad Falchuk        | Ian Brennan                    | 14 februari 2013  | 27 mei 2015  |  |
| Emma wordt steeds zenuwachtiger naarmate haar bruiloft nadert. Will geeft Finn en de New Directions de opdracht het amusement te verzorgen op de receptie. Ryder vindt het moeilijk zijn ware gevoelens voor Marley te verbergen, helemaal als hij haar vriendje Jake helpt om Marley een onvergetelijke valentijnsweek te bezorgen. Vonken vliegen in de rondte als in oude romantische relaties nieuw leven wordt ingeblazen, en nieuwe – onverwachte – beginnen. Rachel steunt Finn terwijl hij met een geheim worstelt, wat leidt tot een onvoorziene wending.                                                                        |                                |                     |                                |                   |              |  |
| 81 (4-15) | Girls (and Boys) On Film       | Ian Brennan         | Michael Hitchcock              | 7 maart 2013      | 28 mei 2015  |  |
| Wills wekelijkse opdracht voor de New Directions is om een nummer te kiezen uit hun favoriete film, waarbij de jongens tegen de meisjes in een Glee club mash-upwedstrijd tegen elkaar strijden. Ingesneeuwd in hun appartement in New York blijft Santana snuffelen in de eigendommen van haar nieuwe huisgenoten. Haar gesnuffel leidt tot twee schokkende ontdekkingen, die speculaties over een huisgenoot opleveren. Een geheim over Brody wordt onthuld. Finn probeert ondertussen Emma op te sporen. Rachel, Finn en Marley onthullen elk risicovolle bekentenissen met wisselend succes.                                          |                                |                     |                                |                   |              |  |
| 82 (4-16) | Feud                           | Bradley Buecker     | Roberto Aguirre-Sacasa         | 14 maart 2013     |              |  |
| 83 (4-17) | Guilty Pleasures               | Eric Stoltz         | Russel Friend & Garrett Lerner | 21 maart 2013     |              |  |
| 84 (4-18) | Shooting Star                  | Bradley Buecker     | Matthew Hodgson                | 11 april 2013     |              |  |
| 85 (4-19) | Sweet Dreams                   | Elodie Keene        | Ross Maxwell                   | 18 april 2013     |              |  |
| 86 (4-20) | Lights Out                     | Paris Barclay       | Ryan Murphy                    | 25 april 2013     |              |  |
| 87 (4-21) | Wonder-ful                     | Wendey Stanzler     | Brad Falchuk                   | 2 mei 2013        |              |  |
| 88 (4-22) | All or Nothing                 | Bradley Buecker     | Ian Brennan                    | 9 mei 2013        |              |  |

## Seizoen 5 (2013–2014)
Op 19 april 2013 werd het vijfde seizoen aangekondigd, gelijktijdig met het zesde seizoen. Het vijfde seizoen gaat herfst 2013 in première en zal zomer 2014 afgelopen zijn. Halverwege het seizoen zal er één onderbreking zijn, waarna het aan het eind van het voorjaar weer ononderbroken zal worden uitgezonden.
| Nr.        | Titel                             | Regisseur       | Schrijver(s)                             | Uitzenddatum      | Uitzenddatum |  |
| ---------- | --------------------------------- | --------------- | ---------------------------------------- | ----------------- | ------------ |  |
| 89 (5-01)  | Love, Love, Love                  | Bradley Buecker | Brad Falchuk                             | 26 september 2013 | 29 mei 2015  |  |
| 90 (5-02)  | Tina in the sky with Diamonds     | Ian Brennan     | Ian Brennan                              | 3 oktober 2013    | 1 juni 2015  |  |
| 91 (5-03)  | The Quarterback                   | Brad Falchuk    | Ryan Murphy, Brad Falchuk en Ian Brennan | 10 oktober 2013   | 2 juni 2015  |  |
| 92 (5-04)  | A Katy or a Gaga                  | Ian Brennan     | Russel Friend en Garret Lerner           | 7 november 2013   | 3 juni 2015  |  |
| 93 (5-05)  | The End of Twerk                  | Wendey Stanzler | Michael Hitchcock                        | 14 november 2013  | 4 juni 2015  |  |
| 94 (5-06)  | Movin' Out                        | Brad Falchuk    | Roberto Aguirre-Sacasa                   | 21 november 2013  | 5 juni 2015  |  |
| 95 (5-07)  | Puppet Master                     | Paul McCrane    | Matthew Hodgson                          | 28 november 2013  | 8 juni 2015  |  |
| 96 (5-08)  | Previously Unaired Christmas      | Wendey Sanzler  | Ross Maxwell                             | 5 december 2013   | 9 juni 2015  |  |
| 97 (5-09)  | Frenemies                         | Bradley Buecker | Ned Martel                               | 25 februari 2014  | 10 juni 2015 |  |
| 98 (5-10)  | Trio                              | Ian Brennan     | Rivka Sophia Rossi                       | 4 maart 2014      | 11 juni 2015 |  |
| 99 (5-11)  | City of Angels                    | Elodie Keene    | Jessica Meyer                            | 11 maart 2014     | 12 juni 2015 |  |
| 100 (5-12) | 100                               | Paris Barclay   | Ryan Murphy, Brad Falchuk en Ian Brennan | 18 maart 2014     | 15 juni 2015 |  |
| 101 (5-13) | New Directions                    | Brad Falchuk    | Brad Falchuk                             | 25 maart 2014     | 16 juni 2015 |  |
| 102 (5-14) | New New York                      | Sanaa Hamri     | Ryan Murphy                              | 1 april 2014      | 17 juni 2015 |  |
| 103 (5-15) | Bash                              | Bradley Buecker | Ian Brennan                              | 8 april 2014      | 18 juni 2015 |  |
| 104 (5-16) | Tested                            | Paul McCrane    | Russel Friend en Garrett Lerner          | 15 april 2014     | 19 juni 2015 |  |
| 105 (5-17) | Opening Night                     | Eric Stoltz     | Michael Hitchcock                        | 22 april 2014     | 22 juni 2015 |  |
| 106 (5-18) | The Back-Up Plan                  |                 |                                          | 29 april 2014     | 23 juni 2015 |  |
| 107 (5-19) | Old Dog New Tricks                | Bradley Buecker | Chris Colfer                             | 6 mei 2014        | 24 juni 2015 |  |
| 108 (5-20) | The Untitled Rachel Berry Project | Brad Falchuk    | Matthew Hodgson                          | 13 mei 2014       | 25 juni 2015 |  |

## Seizoen 6 (2015)
Het zesde seizoen werd in 2015 uitgezonden.
| Nr.        | Titel                              | Regisseur       | Schrijver(s)                               | Uitzenddatum     | Uitzenddatum |  |
| ---------- | ---------------------------------- | --------------- | ------------------------------------------ | ---------------- | ------------ |  |
| 109 (6-01) | Loser Like Me                      | Bradley Buecker | Ryan Murphy, Ian Brennan, and Brad Falchuk | 9 januari 2015   | 26 juni 2015 |  |
| 110 (6-02) | Homecoming                         | Ian Brennan     | Ryan Murphy                                | 9 januari 2015   | 29 juni 2015 |  |
| 111 (6-03) | Jagged Little Tapestry             | Paul McCrane    | Brad Falchuck                              | 16 januari 2015  | 30 juni 2015 |  |
| 112 (6-04) | The Hurt Locker, Part One          | Ian Brennan     | Ian Brennan                                | 23 januari 2015  | 1 juli 2015  |  |
| 113 (6-05) | The Hurt Locker, Part Two          | Barbara Brown   | Ian Brennan                                | 30 januari 2015  | 2 juli 2015  |  |
| 114 (6-06) | What The World Needs Now           | Barbara Brown   | Michael Hitchcock                          | 6 februari 2015  | 3 juli 2015  |  |
| 115 (6-07) | Transitioning                      |                 |                                            | 13 februari 2015 | 6 juli 2015  |  |
| 116 (6-08) | A Wedding                          |                 |                                            | 20 februari 2015 | 7 juli 2015  |  |
| 117 (6-09) | Child Star                         |                 |                                            | 27 februari 2015 | 8 juli 2015  |  |
| 118 (6-10) | The Rise and Fall of Sue Sylvester |                 |                                            | 6 maart 2015     | 9 juli 2015  |  |
| 119 (6-11) | We Built This Glee Club            |                 |                                            | 13 maart 2015    | 10 juli 2015 |  |
| 120 (6-12) | 2009                               |                 |                                            | 20 maart 2015    | 13 juli 2015 |  |
| 121 (6-13) | Dreams Come True                   |                 |                                            | 20 maart 2015    | 14 juli 2015 |  |